# Ihor Korobčyns'kyj
Ihor Oleksijovyč Korobčyns'kyj (in ucraino Ігор Олексійович Коробчинський?; Antracyt, 16 agosto 1969) è un ex ginnasta ucraino.
In carriera ha vinto tre medaglie olimpiche: un oro e un bronzo a Barcellona 1992 e un bronzo ad Atlanta 1996. Nel 2006 è stato inserito nell'International Gymnastics Hall of Fame.

## Riconoscimenti
- International Gymnastics Hall of Fame (2006)[1]